# Aloe suffulta
Aloe suffulta är en grästrädsväxtart som beskrevs av Gilbert Westacott Reynolds. Aloe suffulta ingår i släktet Aloe och familjen grästrädsväxter. Inga underarter finns listade i Catalogue of Life.

## Bildgalleri

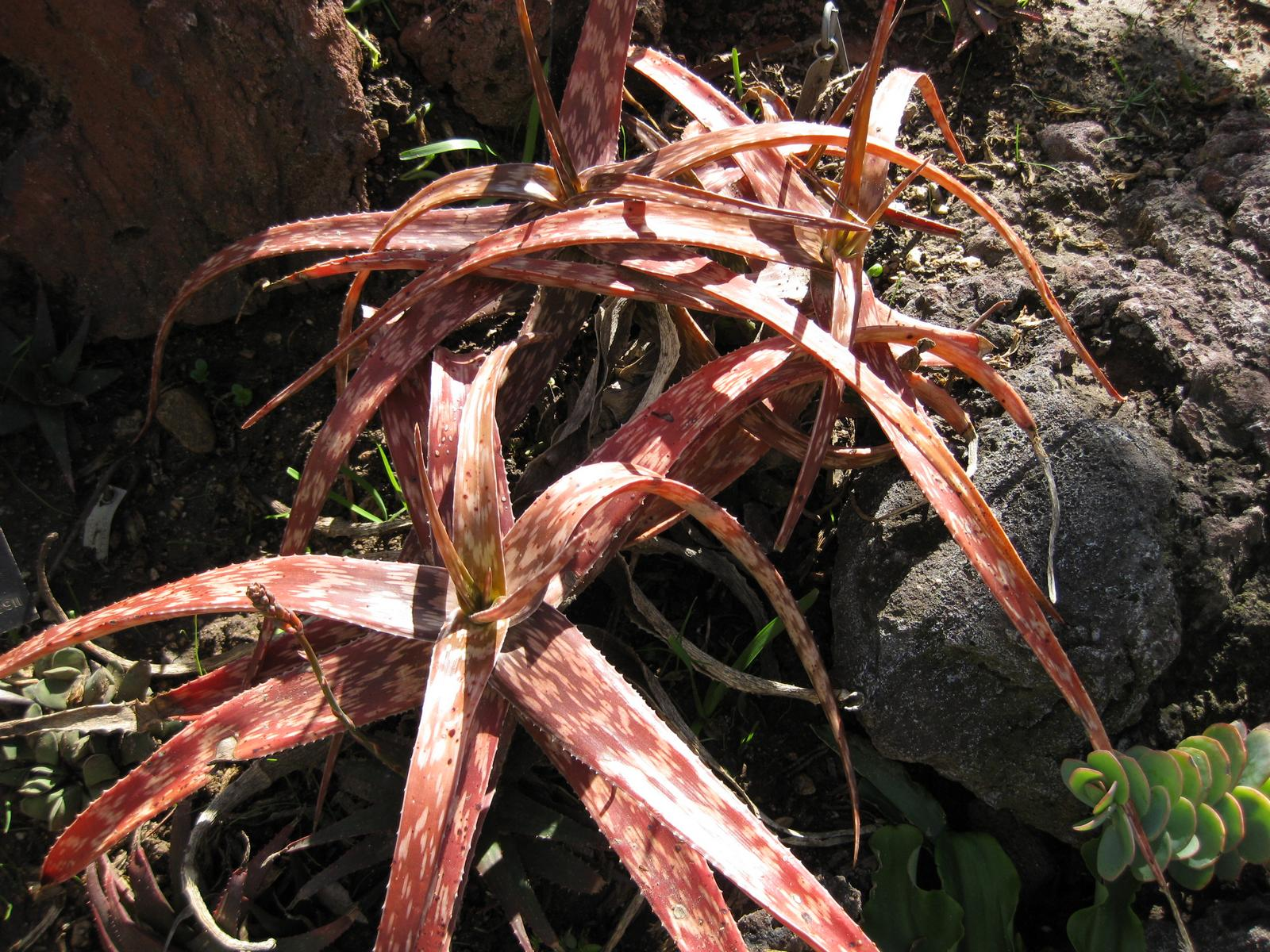
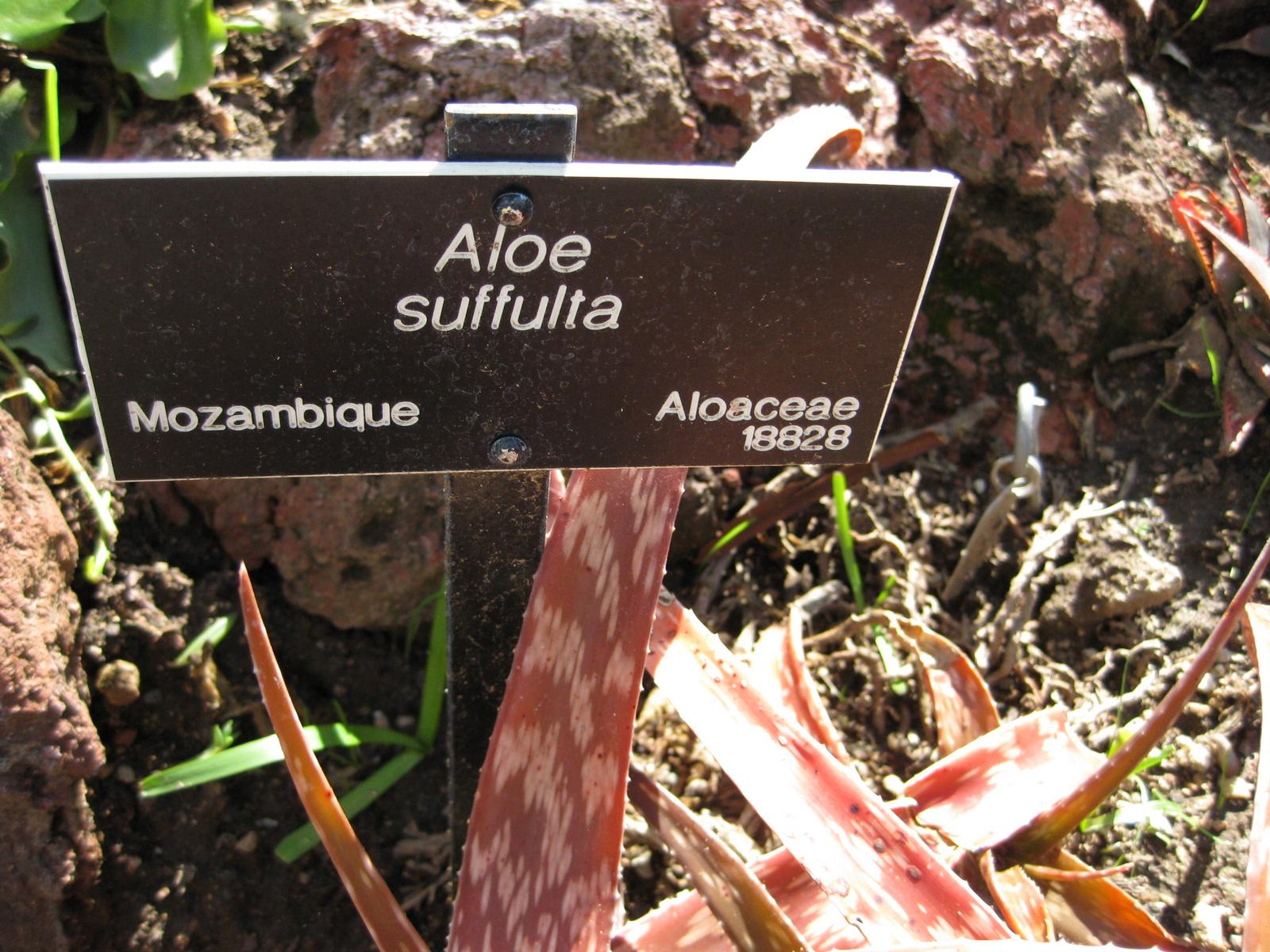